# Troy Game
Troy Game è uno dei più celebri balletti di Robert North.
Creato nel 1974, è andato in scena per la prima volta il 3 ottobre di quell'anno al Royal Court Theatre di Liverpool, interpretato da membri del London Contemporary Dance Theatre.
Sui ritmi ossessivi della batucada brasiliana, otto danzatori-gladiatori si affrontano e si confrontano in un'estrosa esibizione di muscoli, rapidità e agilità.
Combinando danza moderna e danza acrobatica, North ironizza amabilmente sui cultori del body building e sull'atletismo portato all'estremo:
«La tensione, l'esasperazione dei gladiatori nella Roma imperiale non doveva essere dissimile da quella dei professionisti dello sport dei nostri giorni».

## Struttura del balletto
Troy game si articola in 14 sezioni:
1. Opening (senza musica)
2. Exercises and machines
3. Aikido and Adagio
4. Fights
5. Walking dance
6. Fast samba
7. Samba solo
8. Hopping dance
9. Robert's solo + Namron's solo (deve il titolo ai due primi interpreti)
10. Double duet
11. Funny boy
12. Chase
13. Boogie boy
14. Finale